# Municipio de North Hopewell
El municipio de North Hopewell (en inglés: North Hopewell Township) es un municipio ubicado en el condado de York en el estado estadounidense de Pensilvania. En el año 2000 tenía una población de 2,507 habitantes y una densidad poblacional de 52 personas por km².

## Geografía
El municipio de North Hopewell se encuentra ubicado en las coordenadas 39°55′00″N 76°37′59″O / 39.91667, -76.63306.

## Demografía
Según la Oficina del Censo en 2000 los ingresos medios por hogar en la localidad eran de $47,139 y los ingresos medios por familia eran $55,438. Los hombres tenían unos ingresos medios de $37,588 frente a los $26,646 para las mujeres. La renta per cápita para la localidad era de $20,993. Alrededor del 2,5% de la población estaban por debajo del umbral de pobreza.